# David Malpass
David Malpass (født 	8. marts 1956 i Michigan, USA) er en amerikansk republikansk politiker, har siden 9. april 2019 været præsident for Verdensbanken. Malpass har været ansat som statssekretær i finansministeriet for internationale forhold. Han har tidligere været finansministerens Deputy Assistant Secretary under præsident Ronald Reagan og Assistant Secretary under præsident George W. Bush. Han var rådgiver for Donald Trump under valgkampen i 2016.